# Tenebrae (romanzo)
Tenebrae è un romanzo giallo scritto da Danila Comastri Montanari, stampato nel 2005 dalla Hobby & Work nella collana Publio Aurelio, un investigatore nell'antica Roma. È il 13° volume della serie di Publio Aurelio Stazio ed è composto da quattro storie, le cui vicende si legano in vario modo tra loro.

## Trama

### Publio Aurelio e le sette sorelle
Le vicende di questa indagine si svolgono in una non ben definita località dell'agro laziale nella primavera del 47 d.C., quando il senatore Publio Aurelio Stazio viene invitato da una cugina, Ocellina, a festeggiare il proprio genetliaco nella sua residenza.
Sempre accompagnato dal fedele Castore, Publio Aurelio, appena giunto presso la casa che aveva frequentato da adoloscete ribelle qual era, si trova ad affrontare la strana morte proprio della cugina.
La povera Ocellina lascia ben sette figlie: Petronia, Ermione e Petronilla figlie del primo marito Petronio cavaliere dell'ordine equestre; Bibula figlia di Bibulo Blando, aristocratico senza il becco di un quattrino; Fabia e Fabiola figlie di Fabio un liberto; Alba figlia di Albo Fulcino di nascita libera, ma anch'egli senza danari.
Ocellina, in vita, si è sempre affidata al procurator Apuleio, schiavo galata che ha ricevuto la manomissione in virtù del fatto da ragazzino salvò proprio Ocellina, allora ancora in fasce, dalle fiamme di un incendio rimanendone orrendamente sfigurato in viso. In quanto donna, Ocellina, per l'amministrazione del suo ingente patrimonio deve affidarsi, dopo il quarto marito alla tutela legale del malleabile zio Prosdocimo, che avalla senza interporre interferenza le varie decisioni prese nel tempo da Ocellina.
Il senatore si trova quindi dover scavare nei segreti più reconditi della vita della cugina e quella variegata delle sue sette figlie se ciò non bastasse deve inoltre affrontare una dura sfida alla propria reputazione di libertino impenitente e rappresentante di sette secoli di virilità romana.
Impareggiabile e levantino come sempre, Castore dà il meglio di sé per aiutare il suo padrone in tutte le sue sfide, dentro e fuori dal cubicolo. Naturalmente tutto ha un costo e l'alessandrino è senza uguali nel monetizzare ogni servizio reso.

### Publio Aurelio in Etruria
Tornato dall'agro laziale Publio Aurelio primavera del 47 d.C., incastrato dall'intendete Paride, è costretto ai suoi doveri di paterfamilias ed a smistare la posta contenente per la maggior parte suppliche, richieste di favori e quant'altro, ma tra le missive una colpisce l'attenzione di Plubio Aurelio. Giunta dal suo piccolo ma redditivo possedimento in Etruria, ove non ha mai messo piede, la lettera fa cenno a vari delitti invocando l'intervento del dominus da parte dei servi.
Incuriosito Publio Aurelio decide di partire alla volta dell'Etruria portando con sé naturalmente Castore, ma per condurre l'indagine in modo esaustivo il patrizio decide in fingersi un semplice schiavo al seguito del segretario del dominus Castore.
Giunti presso la villa lo schiavo Publio Aurelio viene a conoscenza del fatto che il nuovo vilicus, Cipriano, oltre a lucrare illecitamente sui guadagni del possedimento tratta in modo disumano gli schiavi rurali. Publio Aurelio conquistata la fiducia degli schiavi rurali dopo uno scontro con l'aguzzino di Cipriano, Micione, si trova suo malgrado in mezzo ad una rivolta organizzata dagli schiavi rurali contro il nuovo 'vilicus'.
Rischiando la sua stessa vita nella rivolta di schiavi rurali di cui diviene suo malgrado promotore, Publio Aurelio riesce ad avere la meglio sul tirannico Cipriano ed a svelare l'autore dei misteriosi omicidi cui si faceva cenno nella missiva giunta a Roma.

### Publio Aurelio allafullonica
Puteoli, odierna Pozzuoli, estate del 46 d.C., il senatore Publio Aurelio Stazio trovandosi in villeggiatura nella sua villa di Baia si reca nella cittadina campana per assistere ai giochi gladiatori organizzati dalle locali autorità ed non sopportando tali ludi sgattaiola via dall'anfiteatro il prima possibile. Alla disperata ricerca dei suoi lettighieri nubiani, Aurelio viene travolto e nasconde all'interno della sua lettiga, quella che poi scoprirà essere una schiava in fuga, Ianira. La schiava, a detta del suo padrone Pisandro, ha assassinato la materfamilias, Scaura, proprietaria di una fullonica. Publio Aurelio, ficcanaso di professione, non dando nulla per scontato si trova ad affrontare un omicidio il cui autore è all'apparenza già identificato.

### Publio Aurelio e la finestra sul cortile
Siamo tornati a Roma nella primavera 47 d.C. e la donna più pettegola dell'Urbe, nonché grande amica di Publio Aurelio, Pomponia, riferisce al senatore che durante un suo "appostamento" volto allo scoprire una tresca amorosa della moglie dell'edile in carica, assiste per caso, dalla finestra di un'insula di Trastevere ad un presunto omicidio. Più per fare un favore all'amica che per convinzione, Publio Aurelio convince il neo-comandante della stazione dei vigili notturni, il probo Mummio Vero (che secondo le malelingue avrebbe fatto carriera in così poco tempo solo grazie alla raccomandazione di un certo senatore ficcanaso), ad effettuare una perquisizione nell'insula indicata dalla matrona sua amica. Il corpo della vittima non viene ritrovato e l'unico testimone oculare (ed Aurelio ben sa quanto possa essere fervida l'immaginazione della sua amica) del delitto è alquanto inattendibile.

## Edizioni
- Danila Comastri Montanari, Tenebrae, collana Publio Aurelio, Hobby & Work, 3 novembre 2005,  p. 303, ISBN 9788878511712.

- Danila Comastri Montanari, Tenebrae, Oscar Gialli, Mondadori, 22 novembre 2016,  p. 236, ISBN 9788804662686.